# Torebka stawowa

Budowa stawu

Torebka stawowa (łac. capsula articularis) – powłoka łącząca powierzchnie stawowe kości, tworząc jednocześnie osłonę stawu.
Składa się ona z dwóch warstw:
- zewnętrznej – włóknistej (mocnej, zwanej błoną włóknistą, łac. membrana fibrosa)
- wewnętrznej – maziowej (cienkiej i delikatnej, zwanej błoną maziową, łac. membrana synovialis)[1].

Błona włóknista zbudowana jest głównie z włókien kolagenowych, a jej grubość zależy od zakresu ruchów oraz obciążenia stawu.
Błona maziowa wytwarza maź (jasną ciecz zawierającą kuleczki tłuszczu oraz mucynę), która wypełnia przestrzeń między kośćmi, umożliwia ich przyczepność względem siebie, a także zmniejsza tarcie powierzchni zachodzące w stawie podczas wykonywania ruchów.